# Катерін Моте-Жобкель
Катерін Моте-Жобкель (фр. Catherine Mothes-Jobkel; нар. 7 червня 1970) — колишня французька тенісистка.
Найвищу одиночну позицію світового рейтингу — 67 місце досягла 21 червня 1993 року.
Здобула 9 одиночних титулів туру ITF.
Найвищим досягненням на турнірах Великого шолома було 2 коло в одиночному розряді.
Завершила кар'єру 1997 року.

## Фінали ITF
| Легенда         |
| --------------- |
| турніри $25,000 |
| турніри $10,000 |

### Одиночний розряд: 14 (9–5)
| Результат | Ранг | Дата            | Турнір                  | Покриття  | Суперниця          | Рахунок       |
| --------- | ---- | --------------- | ----------------------- | --------- | ------------------ | ------------- |
| Поразка   | 1.   | 19 січня 1987   | ITF Байонна, Франція    | Килим (i) | Івона Кучиньська   | 6–2, 3–6, 4–6 |
| Поразка   | 2.   | 29 лютого 1988  | ITF Рокафорт, Іспанія   | Ґрунт     | Кончита Мартінес   | 0–6, 3–6      |
| Поразка   | 3.   | 7 березня 1988  | ITF Валенсія, Іспанія   | Ґрунт     | Сільвія Ла Фратта  | 2–6, 2–6      |
| Перемога  | 4.   | 22 серпня 1988  | ITF Ребек, Бельгія      | Ґрунт     | Мая Живець-Шкуль   | 2–6, 6–1, 6–0 |
| Перемога  | 5.   | 29 серпня 1988  | ITF Нівель, Бельгія     | Ґрунт     | Река Сіксаї        | 6–3, 6–1      |
| Перемога  | 6.   | 31 липня 1989   | ITF Віго, Іспанія       | Ґрунт     | Сімона Ізідорі     | 6–4, 6–3      |
| Перемога  | 7.   | 14 травня 1990  | ITF Кашкайш, Португалія | Ґрунт     | Клаудія Чабалгойті | 6–3, 6–2      |
| Перемога  | 8.   | 30 липня 1990   | ITF Віго, Іспанія       | Ґрунт     | Марія Хосе Льорка  | 4–6, 6–1, 6–1 |
| Перемога  | 9.   | 10 червня 1991  | ITF Мантуя, Італія      | Ґрунт     | Крістіане Гофманн  | 6–1, 6–0      |
| Перемога  | 10.  | 5 серпня 1991   | ITF Віго, Іспанія       | Ґрунт     | Ева Бес            | 6–3, 6–0      |
| Перемога  | 11.  | 20 березня 1994 | ITF Реймс, Франція      | Ґрунт (i) | Елена Пампулова    | 6–1, 6–2      |
| Поразка   | 12.  | 18 липня 1994   | ITF Більбао, Іспанія    | Ґрунт     | Майке Каутстал     | 3–6, 1–6      |
| Поразка   | 13.  | 24 березня 1996 | ITF Реймс, Франція      | Ґрунт (i) | Каролін Денін      | 6–3, 1–6, 2–6 |
| Перемога  | 14.  | 2 вересня 1996  | ITF Сполето, Італія     | Ґрунт     | Нірупама Санджив   | 7–5, 6–2      |